# Things We Said Today
Things We Said Today (Lennon/McCartney) är en låt av The Beatles från 1964.

## Låten och inspelningen
Denna låt spelades in under den sista dagen av inspelningar till ”A Hard Day’s Night”, 2 juni 1964. Paul McCartney hade skrivit den under en semester med flickvännen Jane Asher på Bahamas i maj. Många har trott att låten var skriven av John Lennon även om han dock uppskattade den väldigt mycket för den något suggestiva stämning den skapar. Man satte den i stort sett i en enda tagning. Den blev även uppskattad på gruppens konserter. Låten kom med på A Hard Day's Night som släpptes i Storbritannien 10 juli 1964. I USA kom den däremot att ingå på en LP vid namn ”Something New”, vilken utgavs 20 juli 1964.